# Hebrejsko krščansko gibanje
Hebrejsko krščansko gibanje je bilo versko gibanje v 19. in 20. stoletju, v katerem so se Judje resnično spreobračali v krščanstvo, vendar so častili v ločenih občestvih od običajnih kristjanov. Ti na novo spreobrnjeni kristjani so se od prvotnih kristjanov razlikovali po tem, da so ohranili številne stare judovske prakse in jih kombinirali z novimi, na primer z branjem iz Nove zaveze.
V šestdesetih letih 20. stoletja je to gibanje sčasoma nadomestil mesijanski judaizem.

## Zgodovina
Krščanske misije za Jude obstajajo od začetka krščanstva v 1. stoletju našega štetja. V obdobju zgodnje Cerkve so krščansko poslanstvo med Judi vodile predvsem poganske cerkve, judovski spreobrnjenci pa so včasih prozelitizirali svoje ljudstvo.
V 18. in 19. stoletju se je v protestantski cerkvi prebudilo misijonarsko gibanje, ki je številne misijonarje spodbudilo k spreobračanju Judov. V 19. stoletju se je v krščanstvo po vsem svetu spreobrnilo približno 250.000 Judov.

## Pomembne organizacije
- American Society for Meliorating the Condition of the Jews (1820) - je leta 1855 propadla zaradi nemoralnosti svojega voditelja; uradno ukinjena leta 1867
- Društvo judovskih konvertitov (1823) - je leta 1826 propadla zaradi herezije svojega voditelja
- Bratovščina judovskih prozelitov (1844) - ustanovil jo je francoski Jud Silian Bonhomme; leta 1844 jo je napadlo Ameriško baptistično združenje za evangelizacijo Judov
- Ameriško baptistično združenje za evangelizacijo Judov (1844) - ustanovila S. H. Cone in Joseph Frey
- Misija Brownsville za Jude (1894) - ustanovil Leopold Cohn, madžarsko-judovski priseljenec; leta 1984 preimenovana v "Chosen People Ministries"; še vedno dejavna